# Roberto Aguirre-Sacasa
Roberto Aguirre-Sacasa (Manágua, 15 de novembro de 1973) é um dramaturgo, roteirista e escritor de quadrinhos nicaraguense-americano mais conhecido por seu trabalho na Marvel Comics e nas séries de televisão Glee, Big Love, Riverdale e Chilling Adventures of Sabrina.

## Prêmios
Ele foi indicado ao GLAAD Media Award por Golden Age e Say You Love Satan, com o último também vencendo o prêmio de melhor roteiro no New York International Fringe Festival. Ganhou o Harvey Award de melhor revelação por seu trabalho em Marvel Knights Four.